# Makiko Ōmoto
Makiko Ōmoto (大本 眞基子 Ōmoto Makiko?, Kurashiki, Okayama, 1 de febrero de 1973) es una actriz de voz japonesa independiente de Kurashiki, Okayama. Es más conocida por dar voz a Kirby en la serie de juegos del mismo nombre y por dar voz a Ness de la serie EarthBound en Super Smash Bros..

## Filmografía

### Anime
- Angel Heart (Joy Rō)
- Atashin'chi (Rio)
- Bakusou Kyoudai Let's & Go!! MAX (Nero Stella Boruzoi)
- Battle B-Daman: Fire Spirits (Gannos)
- Battle B-Daman (Mirumasu)
- Black Jack (Mika)
- Bobobo-bo Bo-bobo (LOVE)
- Captain Tsubasa: Road to 2002 (Yoshiko Fujisawa)
- Cheeky Angel (Miki Hanakain)
- Corrector Yui (Yui Kasuga)
- Crayon Shin-chan (Mitch Hatogaya)
- Crush Gear Turbo (Kishin Ōkawa)
- Cutie Honey Flash (Aki Natsuko)
- Dangan Ronpa (Sayaka Maizono)
- Demashita! Powerpuff Girls Z (Ken Kitazawa)
- Gokudo (Ikkyū)
- Gun Sword (Carossa)
- Hakugei: Legend of the Moby Dick (Atre)
- Kirby: Right Back at Ya! (Kirby, Rick, Hohhe)
- Kiteretsu Daihyakka (Mujer)
- Kochira Katsushika-ku Kameari Kōen-mae Hashutsujo
- Lost Universe (Rob)
- Mermaid's Forest TV (Masato)
- Midori Days (Makie)
- One Piece (Makino, Tamanegi, Miss Monday)
- Onmyou Taisenki (Utsuho, Shōsetsu no Tankamui)
- Pokémon
- Project ARMS (Jeff Bowen)
- s-CRY-ed (Shoka, Fani Terakado)
- Shijou Saikyou no Deshi Kenichi (Ureka)
- The Wallflower (Ikeda)
- Zoids: Chaotic Century (Fīne Eleceene Lyney)

### Videojuegos
- Super Smash Bros. - Kirby, Ness (1999)
- Kirby 64: The Crystal Shards - Kirby (2000)
- Kirby Tilt 'n' Tumble - Kirby (2000)
- Super Smash Bros. Melee - Kirby, Ness (2001)
- Kirby: Nightmare in Dream Land - Kirby (2002)
- Mobile Suit Gundam SEED: Owaranai Asu e - Shiho Hahnenfuss
- Purikura Daisakusen - Grey O'Brien
- Samurai Warriors - Inahime (starting from Xtreme Legends)
- Shining Force 3 - Grace
- Super Smash Bros. Brawl - Kirby, Ness, Lyn (2008)
- Danganronpa: Trigger Happy Havoc - Sayaka Maizono (2010)
- Kid Icarus: Uprising - Viridi (2012)
- Super Smash Bros. para Nintendo 3DS y Wii U - Kirby, Ness, Lyn, Viridi (2014)
- Fire Emblem Heroes - Lyn (2017)
- Fire Emblem Warriors - Lyn (2017)
- Super Smash Bros. Ultimate - Kirby, Ness, Lyn, Viridi, Luchadores Mii (voz femenina) (2018)